# Hospital Nossa Senhora da Conceição (Porto Alegre)
O Hospital Nossa Senhora da Conceição (HNSC) é um hospital público localizado em Porto Alegre, capital do estado brasileiro do Rio Grande do Sul. Situado na Avenida Francisco Trein, n° 596, no bairro Cristo Redentor, o hospital é um dos quatro administrados pelo Grupo Hospitalar Conceição, sendo a principal instituição da rede, a qual atende integralmente o Sistema Único de Saúde (SUS) e compõe o maior complexo público hospitalar da Região Sul.
Foi fundado em 26 de julho de 1960, por Jahyr Boeira de Almeida, como Casa de Saúde Nossa Senhora da Conceição. Após ser desapropriado pelo governo federal em 1975, juntamente com os hospitais Cristo Redentor, Fêmina e Criança Conceição, passou a formar o Grupo Hospitalar Conceição (GHC), ligado ao Ministério da Saúde do Brasil. O hospital é referência nacional em ações humanitárias, tendo participado de missões no Haiti, Timor Leste, e Angola.